# Ajeé Wilson
Ajeé Leneé Wilson (Philadelphia, 8 mei 1994) is een atlete uit de Verenigde Staten van Amerika. Zij is in het bezit van het wereldindoorrecord op de 4 x 800 m estafette, dat ze in februari 2018 in New York liep als lid van een Amerikaans estafette-team. Daarnaast heeft zij het Noord- en Midden-Amerikaans indoorrecord op de 800 m en het nationale record op de 600 m in handen. Zij is de huidige wereldindoorkampioene op de 800 m en nam tweemaal deel aan de Olympische Spelen.

## Loopbaan

### Successen als junior
Wilson was zestien toen zij voor het eerst van zich deed spreken. Na op de 800 m jeugdkampioene van de Verenigde Staten te zijn geworden, werd zij op de wereldkampioenschappen voor U20-junioren in het Canadese Moncton op deze afstand vijfde in 2.04,18. Een jaar later won zij op de 800 m haar eerste internationale titel: op de wereldkampioenschappen voor U18-junioren in Frankrijk veroverde zij de gouden medaille in 2.02,64. Dat dit geen toevalstreffer was geweest bewees zij in 2012, want ook op de WK U20 in Barcelona was de gouden medaille op de 800 m voor haar. Haar winnende tijd van 2.00,91 was de derde snelste tijd van een High school-leerlinge ooit.
Na zich in het najaar van 2012 eerst als studente te hebben aangemeld bij de Florida State University, besloot Wilson al in het eerste semester om professioneel atlete te worden en terug te keren naar haar geboorteplaats Philadelphia. Daar ging zij vervolgens studeren aan de Temple University en trainen onder haar vroegere coach Derek Thompson. Die beslissing bleek een goede. Want na begin 2013 haar eerste nationale indoortitel te hebben veroverd, werd zij de daaropvolgende zomer uitgezonden naar de WK in Moskou, waar zij op de 800 m vijfde werd in 1.58,21, een Noord- en Midden-Amerikaans jeugdrecord.

### Ups en downs in eerste seniorenjaren
In 2014, haar eerste jaar als senior, veroverde Wilson op de 800 m zowel in- als outdoor de nationale titel en won zij tijdens de Diamond League-meeting in Monaco de 800 m in 1.57,67, de beste wereldjaartijd. Het jaar daarop werd zij op de Amerikaanse kampioenschappen in 2.00,05 weliswaar slechts derde, maar er dient wel te worden vermeld dat zij tijdens die wedstrijd een schoen verloor, waardoor zij de laatste 200 meter op één schoen aflegde. Zij kwalificeerde zich desondanks voor de WK in Peking, maar moest dit kampioenschap vanwege een blessure aan zich voorbij laten gaan.
In 2016 veroverde Wilson op de 800 m haar derde Amerikaanse indoortitel, om vervolgens op de wereldindoorkampioenschappen in Portland in 2.00,27 het zilver te veroveren. In het daaropvolgende zomerseizoen maakte zij in Rio de Janeiro haar olympisch debuut. Met een derde plaats in de halve finale wist zij op de 800 m net niet door te dringen tot de finale.

### Brons op WK en nationaal record
In februari 2017 werd bij een dopingcontrole zeranol aangetroffen, waarvoor Wilson een officiële waarschuwing ontving. Een maand later liep zij in Alburquerque indoor een 600 m in 1.23,84, slechts 0,25 seconden boven het Amerikaanse record van Alysia Montaño van 1.23,59 uit 2013. Op de Amerikaanse kampioenschappen veroverde zij vervolgens haar tweede titel op de 800 m. Hiermee kwalificeerde zij zich voor de WK in Londen. Op dit toernooi behaalde zij in 1.56,65 de bronzen medaille achter de Zuid-Afrikaanse Caster Semenya (goud in 1.55,16) en Francine Nuyonsaba uit Burundi (zilver in 1.55,92). De maand ervoor was de Amerikaanse tijdens de Herculis-meeting in Monaco achter genoemd tweetal eveneens derde geworden, maar toen kwam ze tot een tijd van 1.55,61, waarmee zij het Amerikaanse record met bijna 1 seconde verbeterde. Het leverde haar de 20e plaats op de wereldranglijst aller tijden op.

### Zilver op WK indoor
In 2018 behaalde Wilson op de wereldindoorkampioenschappen een zilveren medaille op de 800 m.
Net als op de Olympische Spelen van Rio de Janeiro in 2016 startte Wilson ook op de
Olympische Spelen van Tokio in 2021 op de 800 m. Beide malen haalde ze de finale niet.

## Titels
- World Relays kampioene 4 x 800 m - 2014
- World Relays kampioene Medley - 2015
- Wereldindoorkampioene 800 m - 2022
- NACAC-kampioene 800 m - 2018
- Amerikaans kampioene 800 m - 2014, 2017, 2018, 2019
- Amerikaans indoorkampioene 600 m - 2017
- Amerikaans indoorkampioene 800 m - 2013, 2014, 2016, 2018, 2020, 2022
- Amerikaans indoorkampioene 1000 m - 2019
- Wereldkampioene U20 800 m - 2012
- Wereldkampioene U18 800 m - 2011

## Persoonlijke records
Outdoor
| Onderdeel   | Prestatie    | Datum            | Plaats           |
| ----------- | ------------ | ---------------- | ---------------- |
| 400 m       | 53,63 s      | 19 april 2014    | Chester          |
| 600 m       | 1.22,39 (NR) | 27 augustus 2017 | Berlijn          |
| 800 m       | 1.55,61      | 21 juli 2017     | Monaco           |
| 1000 m      | 2.44,05      | 6 september 2013 | Brussel          |
| 1500 m      | 4.05,18      | 14 mei 2018      | Swarthmore       |
| 1 Eng. mijl | 4.33,57      | 31 augustus 2016 | South Huntington |

Indoor
| Onderdeel   | Prestatie    | Datum            | Plaats       |
| ----------- | ------------ | ---------------- | ------------ |
| 500 m       | 1.09,63 s    | 14 januari 2017  | New York     |
| 600 m       | 1.23,84      | 5 maart 2017     | Alburquerque |
| 800 m       | 1.58,29 (AR) | 8 februari 2020  | New York     |
| 1000 m      | 2.34,71      | 24 februari 2019 | New York     |
| 1 Eng. mijl | 4.36,84      | 13 januari 2018  | New York     |

## Palmares

### 600 m
- 2017:  Amerikaanse indoorkamp. – 1.23,84

### 800 m
- 2010: 5e WK U20 – 2.04,18
- 2011:  WK U18 – 2.02,64
- 2012:  WK U20 – 2.00,91
- 2013:  Amerikaanse indoorkamp. – 2.02,64
- 2013: 5e WK – 1.58,21 (na DSQ Maria Savinova)
- 2014:  Amerikaanse indoorkamp. – 2.00,43
- 2014:  Amerikaanse kamp. – 1.58,70
- 2014:  Wereldbeker te Marrakesh – 2.00,07
- 2015:  Amerikaanse kamp. – 2.00,05
- 2016:  Amerikaanse indoorkamp. – 2.00,87
- 2016:  WK indoor – 2.00,27
- 2016: 3e in ½ fin. OS – 1.59,75 (in serie 1.59,44)
- 2017:  Amerikaanse kamp. – 1.57,78
- 2017:  WK – 1.56,65
- 2018:  Amerikaanse indoorkamp. – 2.01,60
- 2018:  WK indoor – 1.58,99
- 2018:  Amerikaanse kamp. – 1.58,18
- 2018:  NACAC-kamp. te Toronto – 1.57,52
- 2018:  Wereldbeker te Ostrava – 1.57,16
- 2019:  Amerikaanse kamp. – 1.57,72
- 2019:  WK – 1.58,84
- 2020:  Amerikaanse indoorkamp. – 2.01,98
- 2021: 4e in ½ fin. OS – 2.00,79 (in serie 2.00,02)
- 2022:  Amerikaanse indoorkamp. – 2.01,72
- 2022:  WK indoor – 1.59,09

Diamond League-overwinningen
- 2014: Anniversary Games – 1.59,68
- 2014: Herculis – 1.57,67
- 2015: Adidas Grand Prix – 1.58,83
- 2019: Stockholm Bauhaus Athletics – 2.00,87
- 2019: Herculis – 1.57,73
- 2019: British Grand Prix – 2.00,76
- 2019: Memorial Van Damme – 2.00,24

### 1000 m
- 2019:  Amerikaanse indoorkamp. – 2.34,71

### 4 x 800 m
- 2014:  World Athletics Relays te Nassau - 8.01,58

- World Athletics: 14411176